# Персирланы
Персирла́ны (чув. Пĕрçырлан) — деревня в Ядринском районе Чувашской Республики России. Административный центр Персирланского сельского поселения.

## География
Деревня находится в северо-западной части Чувашии, в пределах Чувашского плато, в зоне хвойно-широколиственных лесов, при автодороге 97Н-041, на расстоянии примерно 6 километров (по прямой) к юго-востоку от города Ядрина, административного центра района. Абсолютная высота — 170 метров над уровнем моря. Расстояние до столицы республики, города Чебоксары, составляет 81 км, до районного центра, города Ядрин, — 9 км, до железнодорожной станции — 57 км. 
Климат
Климат характеризуется как умеренно континентальный, с продолжительной морозной зимой и тёплым летом. Среднегодовая температура воздуха — 2,9 °С. Средняя температура воздуха самого тёплого месяца (июля) — 18,6 °C (абсолютный максимум — 38 °C); самого холодного (января) — −13 °C (абсолютный минимум — −44 °C). Безморозный период длится около 148 дней. Среднегодовое количество атмосферных осадков составляет 513 мм, из которых 357 мм выпадает в период с апреля по октябрь
Часовой пояс
Деревня Персирланы, как и вся Чувашия, находится в часовой зоне МСК (московское время). Смещение применяемого времени относительно UTC составляет +3:00.

## История
Деревня появилась в конце XVIII века как выселок села Богородское (ныне село Балдаево). Жители до 1866 года — государственные крестьяне; занимались земледелием, животноводством. В начале XX века функционировали 3 ветряные мельницы, имелся портняжный промысел. В 1898 году открыта школа Министерства народного просвещения. В 1920-е годы действовала школа 1-й ступени, существовали кузнечный промысел, столярно-токарное, тележно-санное, портняжное производства, лаптеплетение. В 1930 году образован колхоз «Крестьянин». 
Религия
В конце XIX — начале XX века жители деревни были прихожанами Богородицкой церкви села Балдаево (Богородское) (построена взамен сгоревшей не позднее 1795 года на средства прихожан. Закрыта в 1941 году.).

## Название
Название деревни от чув. пĕр/пӗре/пĕрре «один» и çыран «берег, обрыв, яр, откос».— Географические названия Чувашской Республики

## Население
| 2010 | 2012 |
| ---- | ---- |
| 297  | ↗371 |

Гендерный состав
По данным Всероссийской переписи населения 2010 года в гендерной структуре населения мужчины составляли 49,5 %, женщины — соответственно 50,5 %.
Национальный состав
Согласно результатам переписи 2002 года, в национальной структуре населения чуваши составляли 97 % из 333 чел.

## Инфраструктура
Функционирует ООО «Сугутское» (по состоянию на 2010 год). Имеются школа, офис врача общей практики, клуб, библиотека, музей, спортплощадка, отделение связи, 4 магазина.
Памятники и памятные места
Памятник воину-солдату и павшим воинам в Великой Отечественной войне (Персирланы, ул. Шоссейная, рядом с д. 34).

## Культура
В Доме культуры действует фольклорный ансамбль «Сăр Ен - Сурская сторона» (руководитель и солистка Юлия Тихоновна Еремкина). Народные песни верховых чувашей, исполняемые коллективом в аутентичном стиле, были изданы на компакт-дисках в 2011 и 2019 годах.